# Conspiracy of Silence
Conspiracy of Silence is een Britse dramafilm uit 2003, geschreven en geregisseerd door John Deery.

## Verhaal
Eerwaarde Sweeney, een homoseksuele katholieke priester die leeft met hiv, pleegt zelfmoord. Zijn dood brengt de lokale onderzoeksjournalist David Foley ertoe een verhaal te schrijven waarin Sweeney publiekelijk identificeert als hiv-drager. Op het plaatselijke seminarie worden twee studenten die bijna ingewijd zijn, weggestuurd omdat men Daniel de kamer van de andere, Niall zag verlaten. Niall is homo en Daniel is hetero en ze hadden geen seksuele activiteit, maar werden toch weggestuurd omwille van de schijn. Daniel keert terug naar huis, waar hij wordt verscheurd tussen zijn roeping tot het priesterschap en zijn liefde voor zijn ex-vriendin Sinead.
Daniel ontmoet Foley, die een vervolgartikel schrijft waarin hij een verhuld aids-protest blootlegt dat Sweeney drie jaar eerder in het Vaticaan had gehouden, en Daniels ontslag. Hij beweert ook dat kardinalen die dicht bij de paus staan seksuele relaties aangaan en roept de kerk op om haar celibaatsvereiste voor priesters opnieuw te onderzoeken. De plaatselijke bisschop, Michael Quinn, zet de redacteur van de plaatselijke krant onder druk om het tweede verhaal niet te publiceren. De redacteur stemt ermee in, maar na het lezen van het verhaal stuurt het naar The Irish Times, die het drukt.
De volgende dag verschijnen de bisschop, zijn assistent, Foley en Daniel samen in een live televisiedebat. Voorafgaand aan de uitzending dreigen agenten van de kerk de familie van Foley iets aan te doen, tenzij hij zijn verhaal in de uitzending terugtrekt. Bisschop Quinn biedt aan om Daniel te herstellen als Daniel bereid is toe te geven dat hij ongelijk heeft gehad. On-air Foley capituleert, maar Daniel niet en vraagt de bisschop of hij zelf het celibaat praktiseert. Wanneer de bisschop weigert te antwoorden, confronteert eerwaarde Sweeney's partner, voormalig priester Matthew Francis, Quinn met Sweeney's afscheidsbrief waarin Sweeney onthult dat Quinn en hij een affaire hadden.
Aan het einde van de film is Daniel weer thuis bij Sinead.

## Rolverdeling
| Acteur             | Personage               |
| ------------------ | ----------------------- |
| Jonathan Forbes    | Daniel McLaughlin       |
| Brenda Fricker     | Annie McLaughlin        |
| Niall O'Brien      | John McLaughlin         |
| Catherine Cusack   | Mary McLaughlin         |
| Elaine Symons      | Marie McLaughlin        |
| Tommy Carey        | Sean McLaughlin         |
| Paudge Behan       | Niall McLaughlin        |
| Jason Barry        | David Foley             |
| Olivia Caffrey     | Liz Foley               |
| Anna Rose Fullen   | Martha Foley            |
| Hugh Bonneville    | Eerwaarde Dowling       |
| John Lynch         | Eerwaarde Francis       |
| Jim Norton         | Bisschop Quinn          |
| Seán McGinley      | Rector Cathal           |
| Harry Towb         | Eerwaarde Doherty       |
| Hugh Quarshie      | Eerwaarde Joseph        |
| Padraig O'Loinsigh | Eerwaarde Sweeney       |
| Fintan McKeown     | Monseigneur Thomas      |
| Christopher Dunne  | Eerwaarde Hennessy      |
| Owen McDonnell     | Noel: Seminarist        |
| Aidan O'Hare       | Paul: Seminarist        |
| Edward MacLiam     | Fitzpatrick: Seminarist |
| Ciaran Murtagh     | Michael: Seminarist     |
| Chris O'Dowd       | James                   |
| James Ellis        | Jim O'Brien             |
| Lillian Patton     | Molly                   |
| Catherine Walker   | Sinead                  |

## Productie
De opnames vonden plaats in Callington, Cornwall, Devon, en Londen. De film bevat de liedjes: "All I Want Is You" van Bellefire en "Bright Side of the Road" van Van Morrison. De film verscheen op diverse filmfestivals, waaronder Film by the Sea in 2003.

## Ontvangst
Op Rotten Tomatoes heeft Conspiracy of Silence een waarde van 35% en een gemiddelde score van 5,30/10, gebaseerd op 26 recensies. Op Metacritic heeft de film een gemiddelde score van 46/100, gebaseerd op 13 recensies.

## Prijzen en nominaties
| Jaar | Prijs                                                          | Categorie                                                      | Genomineerde(n)                                        | Uitslag     |
| ---- | -------------------------------------------------------------- | -------------------------------------------------------------- | ------------------------------------------------------ | ----------- |
| 2003 | Dinard Festival du film Britannique (Hitchcock d'or)           | Beste film                                                     | John Deery                                             | Genomineerd |
| 2003 | Internationaal filmfestival van Warschau (Speciale vermelding) | Internationaal filmfestival van Warschau (Speciale vermelding) | John Deery                                             | Gewonnen    |
| 2003 | Irish Film & Television Academy (IFTA Award)                   | Beste filmregisseur                                            | John Deery                                             | Genomineerd |
| 2003 | Irish Film & Television Academy (IFTA Award)                   | Beste nieuwe talent                                            | Jonathan Forbes                                        | Genomineerd |
| 2004 | National Board of Review (Freedom of Expression Award)         | National Board of Review (Freedom of Expression Award)         | National Board of Review (Freedom of Expression Award) | Gewonnen    |